# Батман (град)
Батман (тур. Batman) је град у Турској у вилајету Батман. Према процени из 2009. у граду је живело 303.660 становника.

## Становништво
Према процени, у граду је 2009. живело 303.660 становника.
| 1990.   | 2000.   |
| ------- | ------- |
| 147.347 | 246.678 |